# Ilha dos Lobos
Ilha dos Lobos is een onbewoond Braziliaans eiland 1800 meter voor de kust van Torres.
De naam verwijst naar de zeeberen op het eiland, Lobos marinhos in het Portugees. Het is tegenwoordig een natuurreservaat (beheerd door IBAMA), waardoor het eiland niet zonder toestemming bezocht mag worden.
Het eiland was populair bij surfers, maar surfen is er niet meer toegestaan, net zoals vissen. Wel kan men er diepzeeduiken, zo ligt er in de buurt een scheepswrak. Op het eiland staat een vuurtoren.